# Розрив-трава дрібноцвіта
Розри́в-трава́ дрібноцві́та (Impatiens parviflora) — однорічна трав'яниста рослина роду розрив-трава (Impatiens) родини бальзамінових (Baisaminaceae). Інші назви — розрив-трава дрібноквіткова, неруш мене, нетикалка, не чіпай-мене, розпорсник лісовий, слабівник. Рослина отруйна, може також використовуватися як лікарська.

## Поширення
Первинний ареал — Середня Азія. Тепер поширена по всій Європі, Північній Америці, Західному Сибіру. У Європі розрив-трава дрібноквіткова вперше з'являється у 1831 році — у ботанічному саду Женеви, а в 1837 її вирощували й у Дрездені. На території Західної Європи протягом XIX ст. відомі знахідки рослини в природі, здебільшого біля ботанічних садів. У середині XX ст. ареал значно розширюється, вона проникає й у Північну Америку (1949 р., на острів Ванкувер). На території сучасної України відома з другої половини XIX ст. — як декоративна у садах Львова, присутня в гербарії Львівського університету (1871 р.).
Розрив-трава дрібноквіткова росте по берегах річок, струмків, у вологих місцях, в ущелинах, по кам'янистих схилах, як бур'ян у городах і садах; у горах — до середньогірського поясу (2500 м).
У природному ареалі відомі дві квіткові форми розрив-трави — з жовтими й фіолетовими квітками, які колись розглядали як окремі види.

## Опис
Однорічна трав'яниста рослина 30—60 см заввишки. Коріння мичкувате, стебло пряме, голе, соковите, потовщене у вузлах.
Листки еліпсоподібні або яйцеподібні, 8—17 см довжиною, 4—8 шириною, клиноподібні в основі й загострені нагорі, по краю гостропилкозубчасті. Квітконоси пазушні, дорівнюють довжиною листам, стрімкі, 4-12-квіткові; квітки дрібні, до 1 см завдовжки, лимонно-жовтого кольору, з червонястими крапинками в зіві, прямовисні. Чашечка складається з трьох чашолистків, один з них видозмінений на шпорку 4—5 мм завдовжки, пряму (іноді булавоподібну). На кінцях пелюстки зрослись по дві, трилопатеві з червонястими крапинками, блідо-жовті, пелюстка протистоїть чашолистку-шпорці, майже округла, 5 мм завдовжки.
Квітне у червні-серпні. Плід — видовжена булавоподібна коробочка, зовнішньо схожа на стручок. Від дотику достиглий плід лопається з легким ляскотом, розкидаючи насіння — особливість, що дала цій рослині назву. На рослині водночас присутні й квіти, і стиглі плоди.

## Бур'ян
Злісний бур'ян на садових ділянках, найчастіше росте в напівтіні. Здатний захопити всю ділянку суцільним килимом за 2-3 роки, якщо його вчасно не знищувати. Період від проростання до цвітіння дуже короткий, а коробочка вистрілює насінням в радіус кількох метрів. Відтак, цю рослину дуже складно вивести. Разом з тим, на добре освітлених ділянках, які щороку розкопуються, розрив-трава зникає.
Виривати цю рослину необхідно лише з коренем, оскільки обірване чи скошене навіть на рівні землі стебло гілкується.

## Фармацевтичне використовування
Рослина отруйна. Хімічний склад недостатньо вивчений, але встановлено, що листки й стебла мають седативну, гіпотензивну і кровоспинну дію.